# Pierre de Villebon

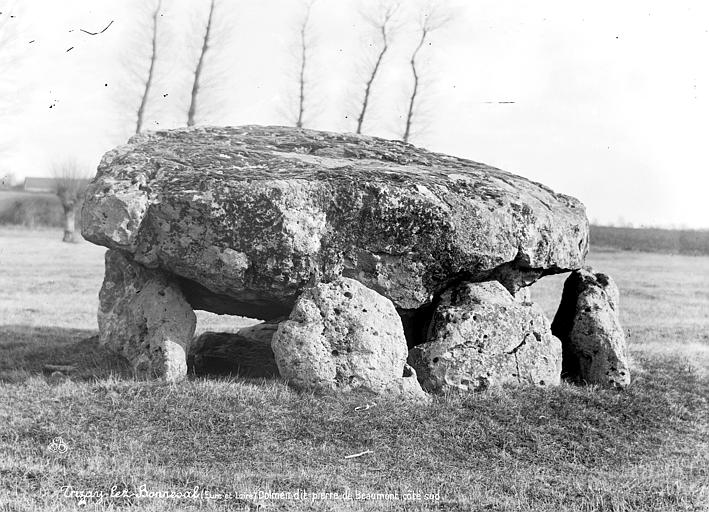
Pierre de Villebon

Der Dolmen Pierre de Villebon (französisch: Stein von Villebon; auch Pierre de Beaumont genannt) liegt nahe dem Fluss Ozanne, südwestlich des Weilers Villebon und östlich von Trizay-lès-Bonneval bei Bonneval im Département Eure-et-Loir in Frankreich. Dolmen ist in Frankreich der Oberbegriff für neolithische Megalithanlagen aller Art (siehe: Französische Nomenklatur).
Am Ende der Straße gibt es einen Feldweg, der zu einem Bach führt. Auf einer Pferdekoppel liegt der gut erhaltene Dolmen. Sein massiver Deckstein, der auf mehreren niedrigen Tragsteinen ruht, ist etwa 4,0 Quadratmeter groß.
Der Dolmen ist seit 1889 als Monument historique eingestuft.